# Internazionali di Tennis San Marino 1992
Internazionali di Tennis San Marino 1992 — жіночий тенісний турнір, що проходив на відкритих кортах з ґрунтовим покриттям Centro Sportivo Tennis у Сан-Марино. Належав до турнірів 5-ї категорії в рамках Туру WTA 1992. Відбувсь удруге і тривав з 20 до 26 липня 1992 року. Перша сіяна Магдалена Малеєва здобула титул в одиночному розряді й отримала 18 тис. доларів США.

## Фінальна частина

### Одиночний розряд
Магдалена Малеєва —  Федеріка Бонсіньйорі 7–6(7–3), 6–4
- Для Малеєвої це був перший титул в одиночному розряді за кар'єру.

### Парний розряд
Алексія Дешом /  Флоренсія Лабат —  Сандра Чеккіні /  Лаура Гарроне 7–6(8–6), 7–5